# Zamek w Pińczowie

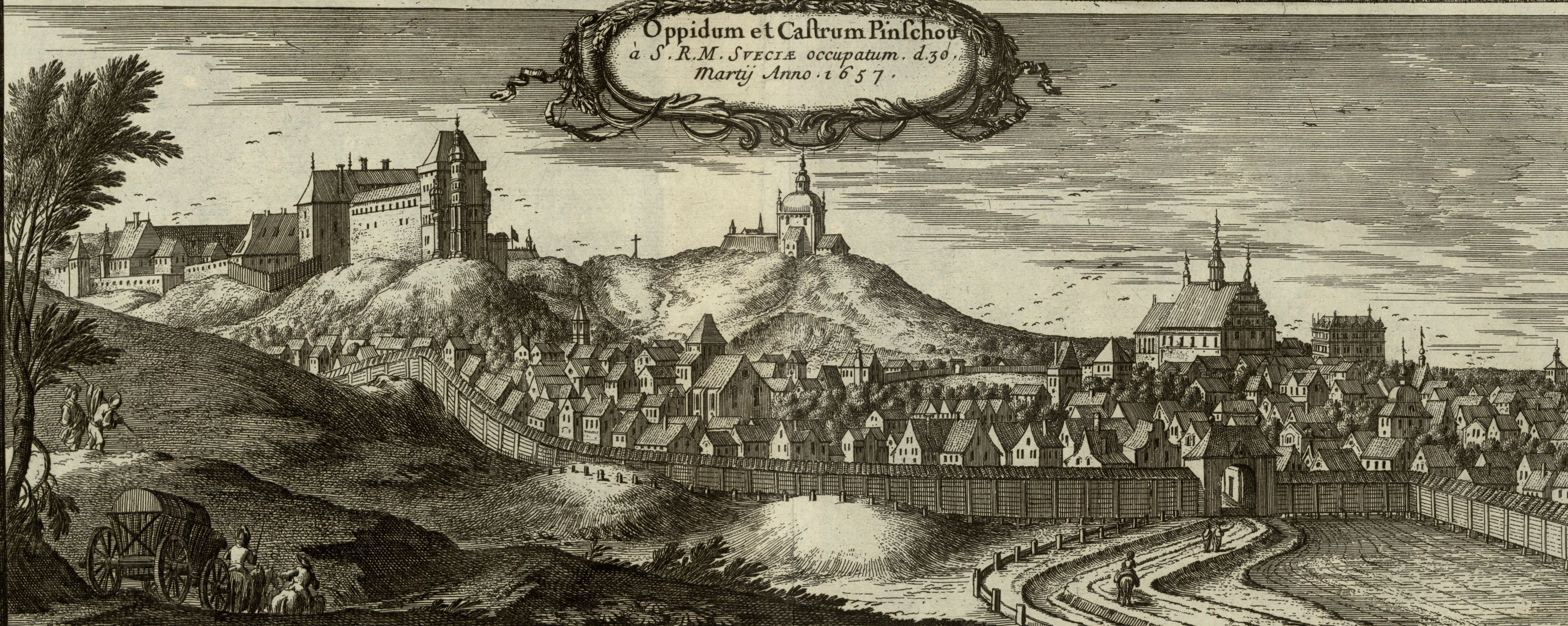
Panorama Pińczowa z 1657 roku z widocznym zamkiem na wzgórzu po lewej

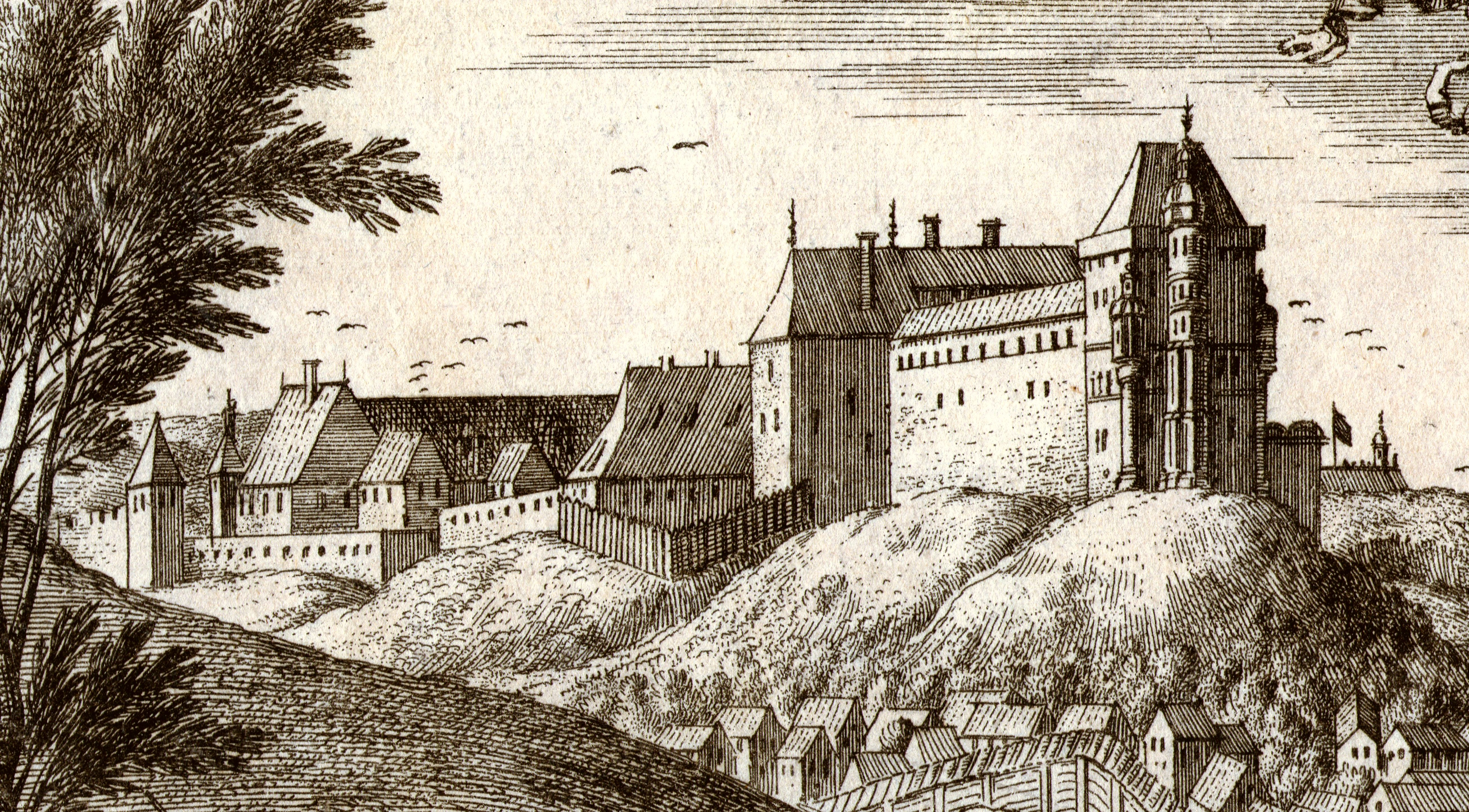
Widok na zamek od północnego zachodu w 1657 roku

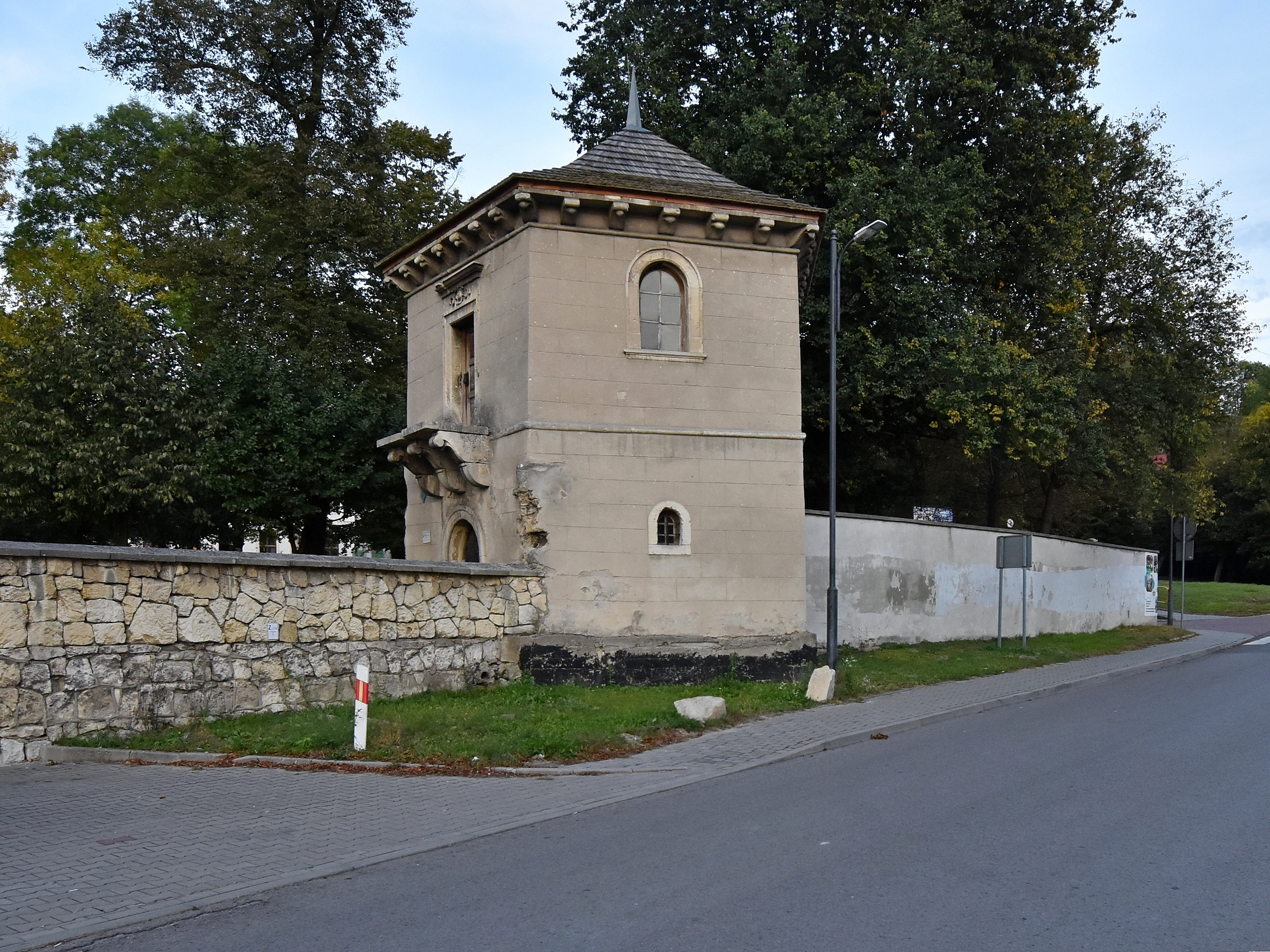
Pawilon ogrodowy w Pińczowie - jedyna pozostałość po zamku Myszkowskich

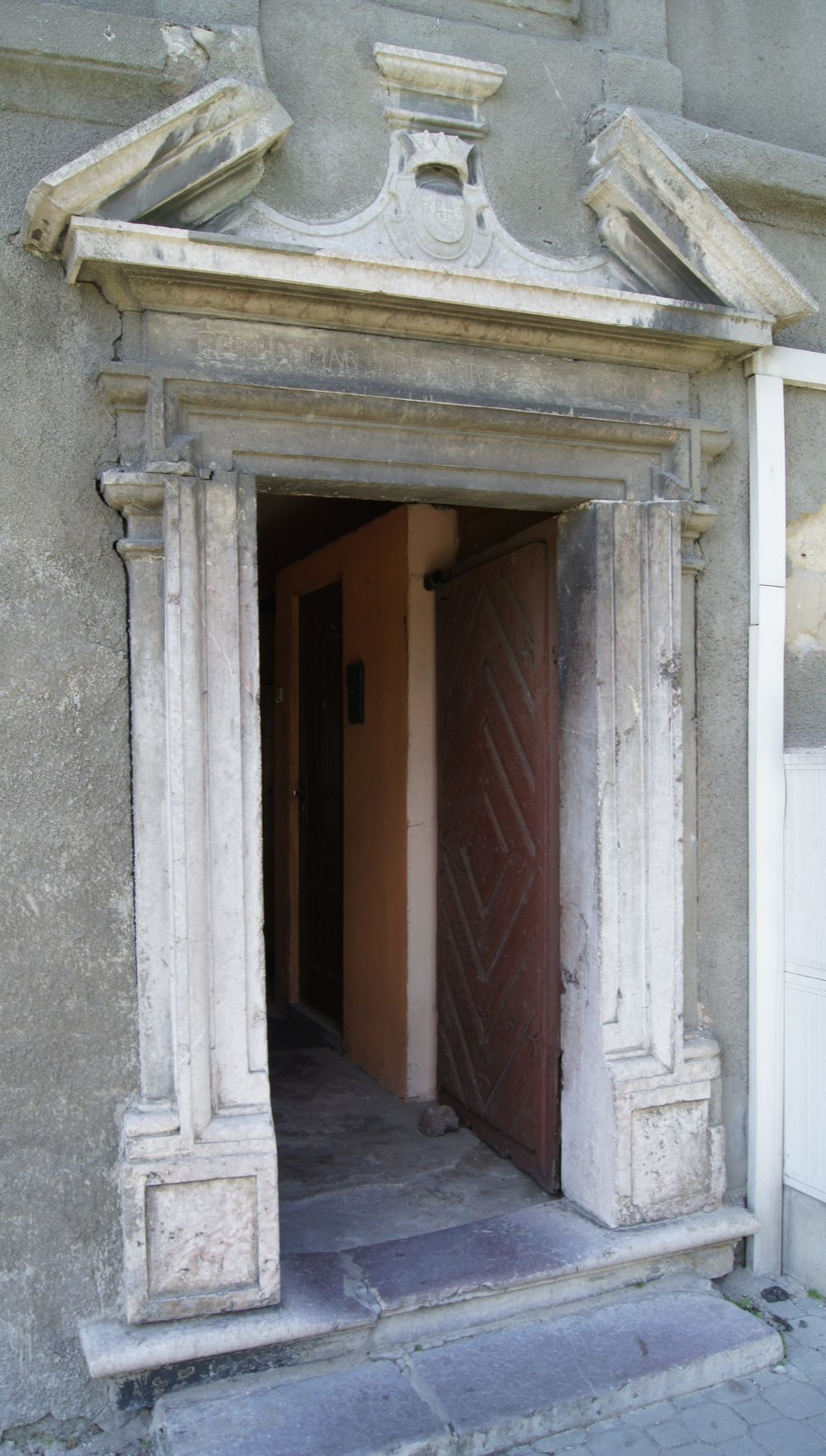
Portal z zamku Myszkowskich wmurowany w jedną z kamienic w Pińczowie

Zamek w Pińczowie – zamek, który znajdował się w Pińczowie, na cyplu wysuniętej na południe skarpy, wznoszącej się nad lewobrzeżną część doliny Nidy i miastem. Niegdyś najwspanialsza siedziba możnowładcza w Małopolsce XV wieku.

## Historia

### Zamek Oleśnickich
Pierwsza wzmianka o castrum Pandziczow (zamku pińczowskim) pochodzi z dokumentu z 1400. Między 1424 a 1428 Pińczów wraz zamkiem kupił biskup krakowski Zbigniew Oleśnicki dla swego brata Jana Głowacza. Oleśniccy w miejscu starej budowli wznieśli nowy zamek, którego budowa trwała 30 lat i pochłonęła znaczne sumy.
Zamek wzniesiono z olbrzymich, starannie obrobionych ciosów, w górnych partiach stosując cegłę, na planie czworoboku, gdzie głównym członem zamku był potężny dwukondygnacyjny donżon zbudowany na planie prostokąta. Bryła budowli została wzbogacona narożnymi wykuszami, a na osi elewacji umieszczono większy wykusz, którego podstawa była dodatkowo wzmocniona czterema skarpami. Po przeciwnej stronie wzniesiono dwie kwadratowe wieże o różnej wysokości. W sąsiedztwie większej wieży znajdowała się brama wjazdowa, na piętrze której mieściła się kaplica. Wjazd do zamku prowadził most wsparty na czworokątnym filarze kamiennym, postawionym na stoku wzgórza.

### Zamek Myszkowskich
Po śmierci Mikołaja Oleśnickiego, w 1586 zamek nabył biskup krakowski Piotr Myszkowski, który odrestaurował go i gruntownie przebudował. Niewykluczone, że doprowadził rezydencję do stanu, jaki można zobaczyć na szwedzkich rycinach powstałych wg rysunku Erika Jönsona Dahlbergha. Przekształcono wówczas główny korpus zamkowy; rozbudowano i podwyższono skrzydła, wprawiono nową kamieniarkę w otwory, wzniesiono nowe dachy i cebulaste hełmy oraz gruntownie zmodernizowano wnętrza. Po śmierci biskupa w 1591 zamek przeszedł w ręce jego bratanka Zygmunta Myszkowskiego, który kontynuował dalsze prace; polegały one w znacznym stopniu na rozszerzeniu rezydencji, która od 1601 stała się głównym dyspozycyjnym i reprezentacyjnym ośrodkiem Ordynacji Pińczowskiej.
Niewątpliwie całą przebudowę zamku prowadził architekt i rzeźbiarz królewski Santi Gucci, który był związany z Pińczowem, gdzie miejscowe warsztaty kamieniarskie i kamieniołomy były podporządkowane jego kierownictwu. W tym samym czasie budował Gucci dla biskupa Myszkowskiego nowy pałac w Książu Wielkim, a po jego śmierci nadal obracał się w kręgu mecenatu Myszkowskich.
Okres zakładania tego wielkiego zespołu przestrzennego zamyka się w ostatnich latach XVI wieku, do śmierci w 1600 Santi Gucciego, głównego projektanta całego założenia zamkowego; chociaż niewykluczone, że po jego śmierci prowadzono jeszcze roboty. Niewielkie prace budowlane podejmował w latach 30. XVII wieku Ferdynand Gonzaga Myszkowski, jednak ich zakres nie był duży i zapewne ograniczył się jedynie do przedzamcza.

### Zamek Wielopolskich
Po śmierci ostatniego przedstawiciela rodu Gonzagów Myszkowskich w 1727, zamek wraz z Ordynacją Pińczowską przeszedł w 1729 w ręce rodziny Wielopolskich. Był to czas schyłku świetności pińczowskiej rezydencji, która już w 1783 była opuszczona i zaniedbana. Pod koniec XVIII wieku za sprawą margrabiny Elżbiety Wielopolskiej rozpoczęto rozbiórkę zamku, która przebiegała w dwóch fazach; najpierw rozebrano główny gmach zamkowy, a w poł. XIX wieku przestała istnieć reszta budowli. Ocalał jedynie – poza nikłymi śladami murów znajdującymi się na wzgórzu zamkowym – jeden z czterech pawilonów ogrodowych, o którym pisał profesor Adam Miłobędzki:
W narożu ogrodu pozostał tylko pięcioboczny pawilon, którego wyrafinowane, manierystyczne formy są dziś jedynym świadectwem wspaniałości architektury tego niezwykłego założenia.

## Architektura
Zarówno architektura zamku jak i ogólna koncepcja architektoniczno – przestrzenna zespołu bez wątpienia nawiązywała do północnowłoskiego manieryzmu, który charakteryzował dzieła Santi Gucciego.
Rezydencja pińczowska składała się z górnego, właściwego zamku zgrupowanego wokół niewielkiego dziedzińca oraz dolnego reprezentacyjnego przedzamcza z większym dziedzińcem otoczonym oficynami z basztami w narożach i ziemnymi fortyfikacjami. Na stokach i u podnóża cypla, na którym wznosił się zamek oraz przedzamcze, znajdował się obszerny zwierzyniec otoczony nieregularnym wielobokiem muru, wzmocnionym obronno-dekoracyjnymi wieżyczkami. Między zwierzyńcem a miastem rozciągał się ogród o czterech kwaterach, otoczony murem z pawilonami ogrodowymi w narożach. Cały ten zespół architektoniczno - przestrzenny tworzył wraz z przylegającym miastem harmonijną całość, gdzie akcentem zamykającym całą kompozycję stała się fontanna na środku rynku.